# Basilianerinnen

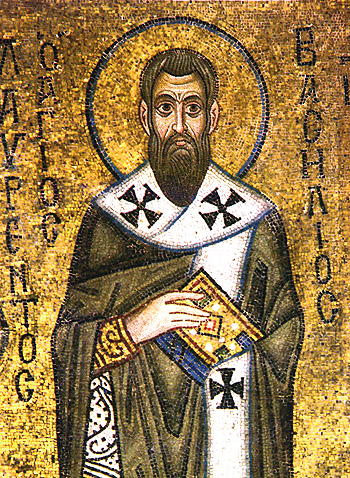
Basilius der Große

Basilianerinnen sind Frauenorden, die sich nach den Regeln des heiligen Basilius richten. Sie sind in der Melkitischen Griechisch-römischen Kirche und der Ukrainischen Griechisch-katholischen Kirche beheimatet  und Institute des geweihten Lebens.

## Grundlage
Die Basilianerinnen leben nach dem von Basilius aufgestellten Regelwerk. Dieses Werk bildet die Grundlage für die heute noch geltenden Klosterstatuten in den Griechisch-orthodoxen Kirchen und den Griechisch-katholischen Kirchen im byzantinischen Ritus. Das Werk stellt im ursprünglichen Sinn eine Art Sittengesetz für das mönchische und klösterliche Leben auf. Als erste Gründerin eines Frauenordens  wird nach den Überlieferungen die Schwester, Makrina die Jüngere, des hl. Basilius genannt. So soll sie im 4. Jahrhundert den ersten weiblichen Orden gestiftet haben. Das Morgenländische Schisma von 1054 führte zur Spaltung des Ordens. Die im Orient, in Griechenland und Russland lebenden Ordensangehörigen wandten sich zum großen Teil der griechischen Kirche zu. In den späteren Jahrhunderten übernahmen und pflegten sie den byzantinischen Ritus und sammelten sich in den griechisch-katholischen Kirchen zu neuen Gemeinschaften. Ein kleinerer Teil verblieb in der römisch-katholischen Kirche und sammelte sich im Kloster Santa Maria di Grottaferrata.

## Mission
Ihr Auftrag  und Aufgabenbereich ist die Katechese in den Pfarrgemeinden und Schulen, die Betreuung und Versorgung von Waisen- und Krankenhäusern und die Arbeit in sozialen Einrichtungen. Sie sind auch bei der Herstellung von Medien und Druckerzeugnissen tätig und betätigen sich in Redaktionen und Verlagen.

## Basilianerinnen vom heiligen Basilius dem Großen
Die Basilianerinnen vom hl. Basilius dem Großen, in der Ukrainischen Griechisch-katholischen Kirche, sind der weibliche Zweig der Basilianer des hl. Josaphat (Ordenskürzel: OSBM). Großfürst Jaroslaw der Weise (997–1054) holte die ersten Basilianerinnen nach Kiew. Hier baute er ebenfalls das erste Kloster für die Basilianerinnen. Von hier aus breitete sich der Frauenorden aus und errichtete Ordensgemeinschaften in den Vereinigten Staaten, im ehemaligen Jugoslawien, Ungarn, Argentinien und der Slowakei. 1951 erhielt der Frauenorden die päpstliche Approbation von Papst Pius XII. (1939–1958). Heute haben die Basilianerinnen sieben Ordensprovinzen, drei Delegaturen, drei Missionsstationen und vier kontemplative Klöster. Auf den fünf Kontinenten leben und wirken 660 Basilianerinnen. In Deutschland unterhält die Ordensgemeinschaft zum Beispiel das Kloster Maria Schutz in Krefeld.

## Basilianerinnen vom Heiligsten Erlöser
Die Basilianerinnen vom Heiligsten Erlöser sind der weibliche Zweig der Basilianer vom Heiligsten Erlöser (Ordenskürzel: BS) und auch als Basilianerschwestern von Choueir (Libanon) bekannt. Er wurde im Jahr 1737  gegründet und 1763 von Papst Clemens XIII. (1758–1769) anerkannt. Ihr erstes Kloster errichteten sie in Zouk Mikael. Der Frauenorden gehört der Melkitischen Griechisch-katholischen Kirche an und ist ein Institut des geweihten Lebens.

## Schwestern der Basilianer von Aleppo
Die Schwestern der Basilianer von Aleppo sind auch unter dem Namen Aleppinische Basilianerinnen bekannt.  Die Basilianer von Aleppo (Ordenskürzel: BA) hatten sich 1667 in Dhour El Shwayr im Libanon angesiedelt und wurden 1710 von Papst Clemens XI. (1700–1721) anerkannt. 1740 wurde der weibliche Zweig gegründet. Die Ordensgemeinschaft ist in der Melkitischen Griechisch-katholischen Kirche beheimatet und ist ebenfalls ein Institut des geweihten Lebens.